# Pachnoda sciencesnati
Pachnoda sciencesnati är en skalbaggsart som beskrevs av Rigout 1989. Pachnoda sciencesnati ingår i släktet Pachnoda och familjen Cetoniidae. Inga underarter finns listade i Catalogue of Life.